# Arnsgereuth
Arnsgereuth é uma localidade e antigo município da Alemanha localizado no distrito de Saalfeld-Rudolstadt, estado da Turíngia. Desde 1 de dezembro de 2011, forma parte do município de Saalfeld/Saale.

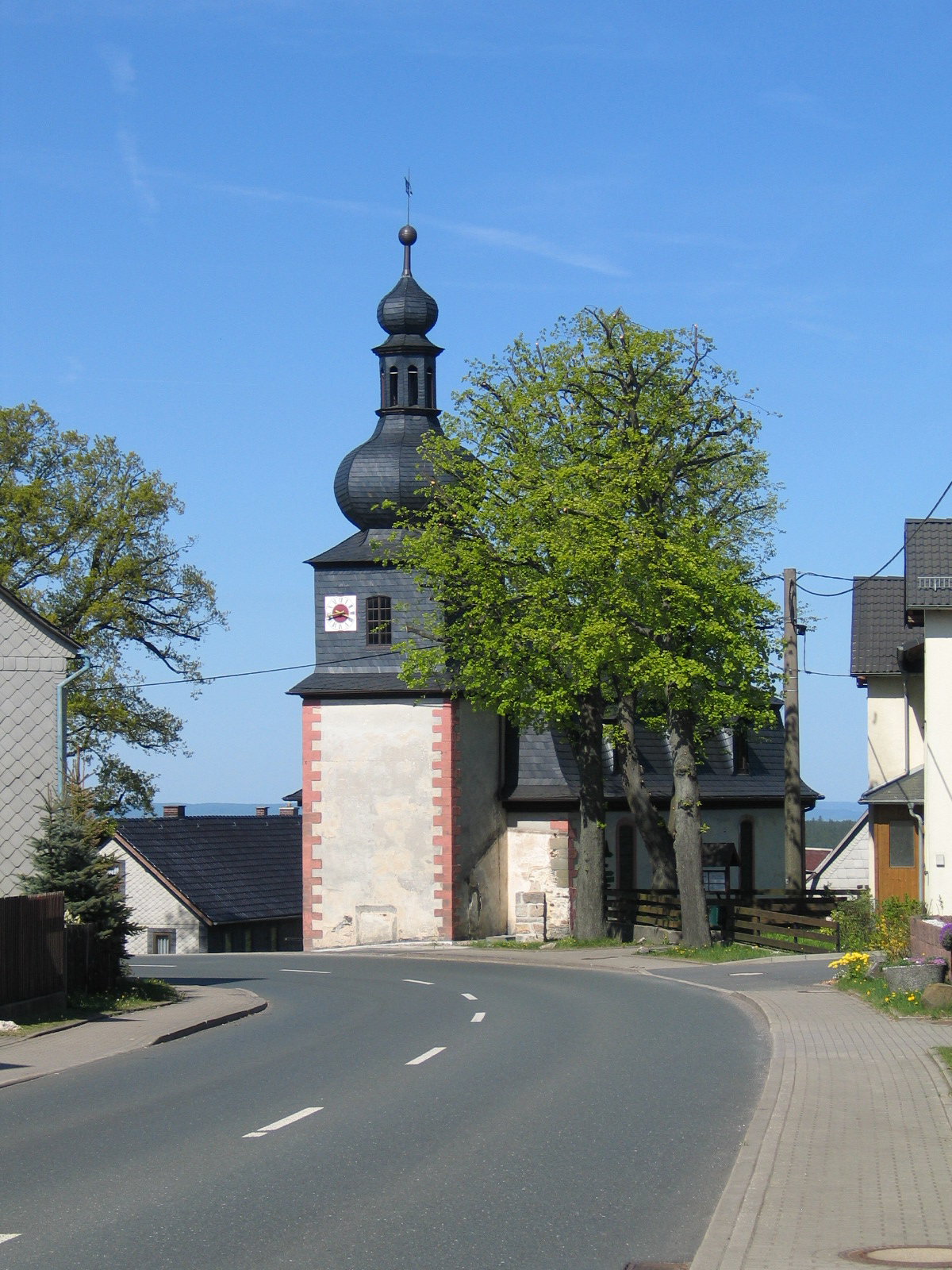
Igreja em Arnsgereuth